# Harz (Material)

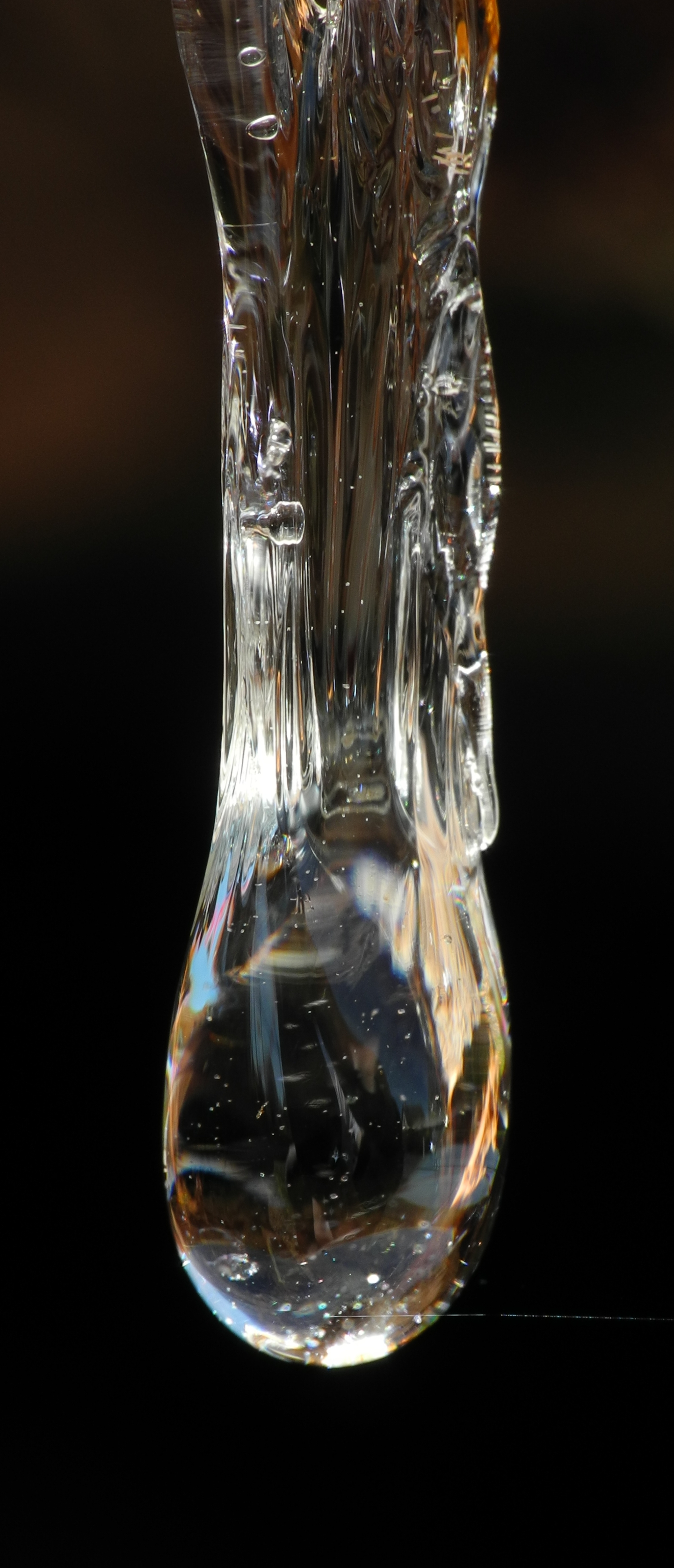
Ein Harztropfen

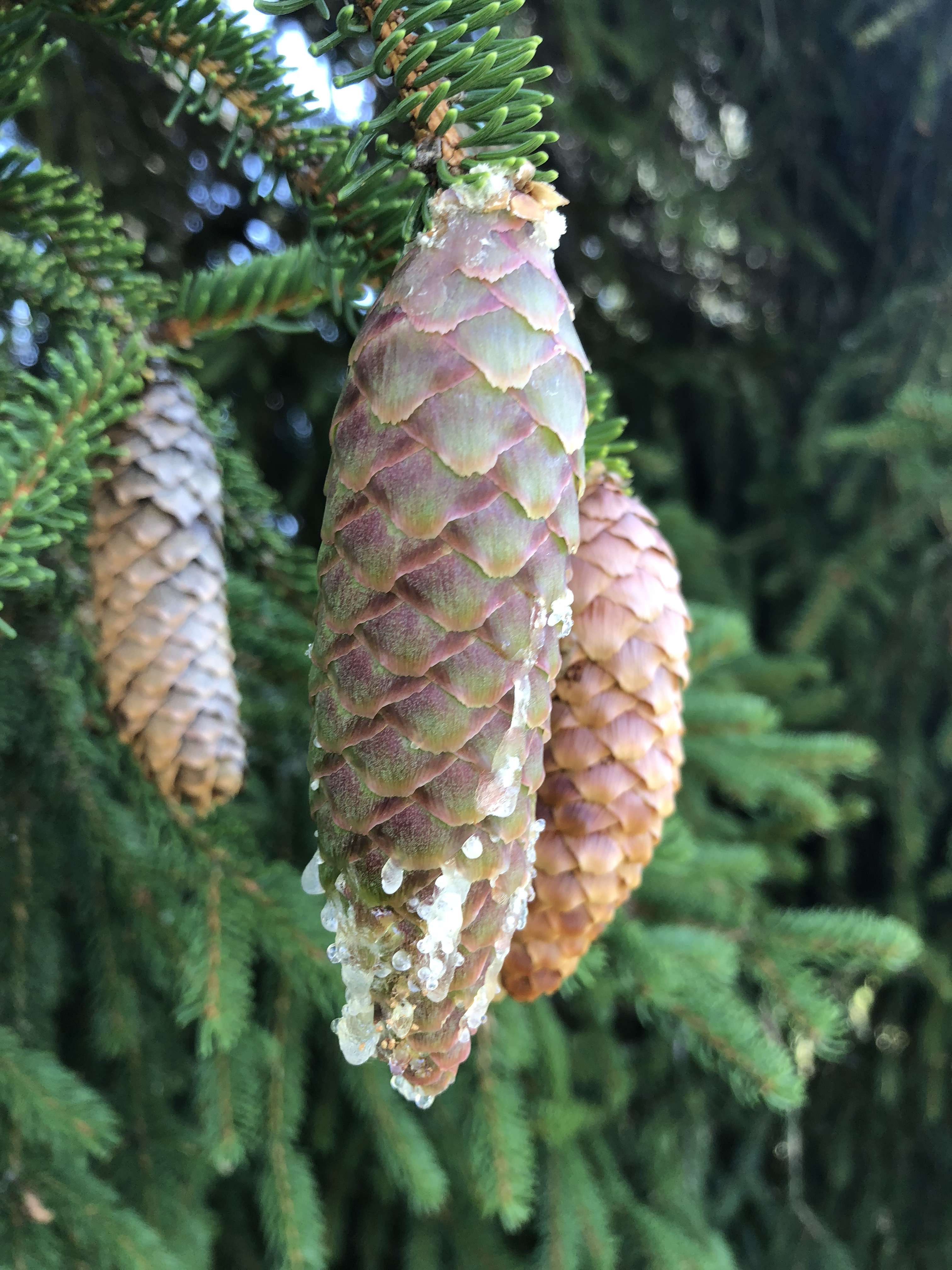
Aus einem Fichtenzapfen austretendes Harz

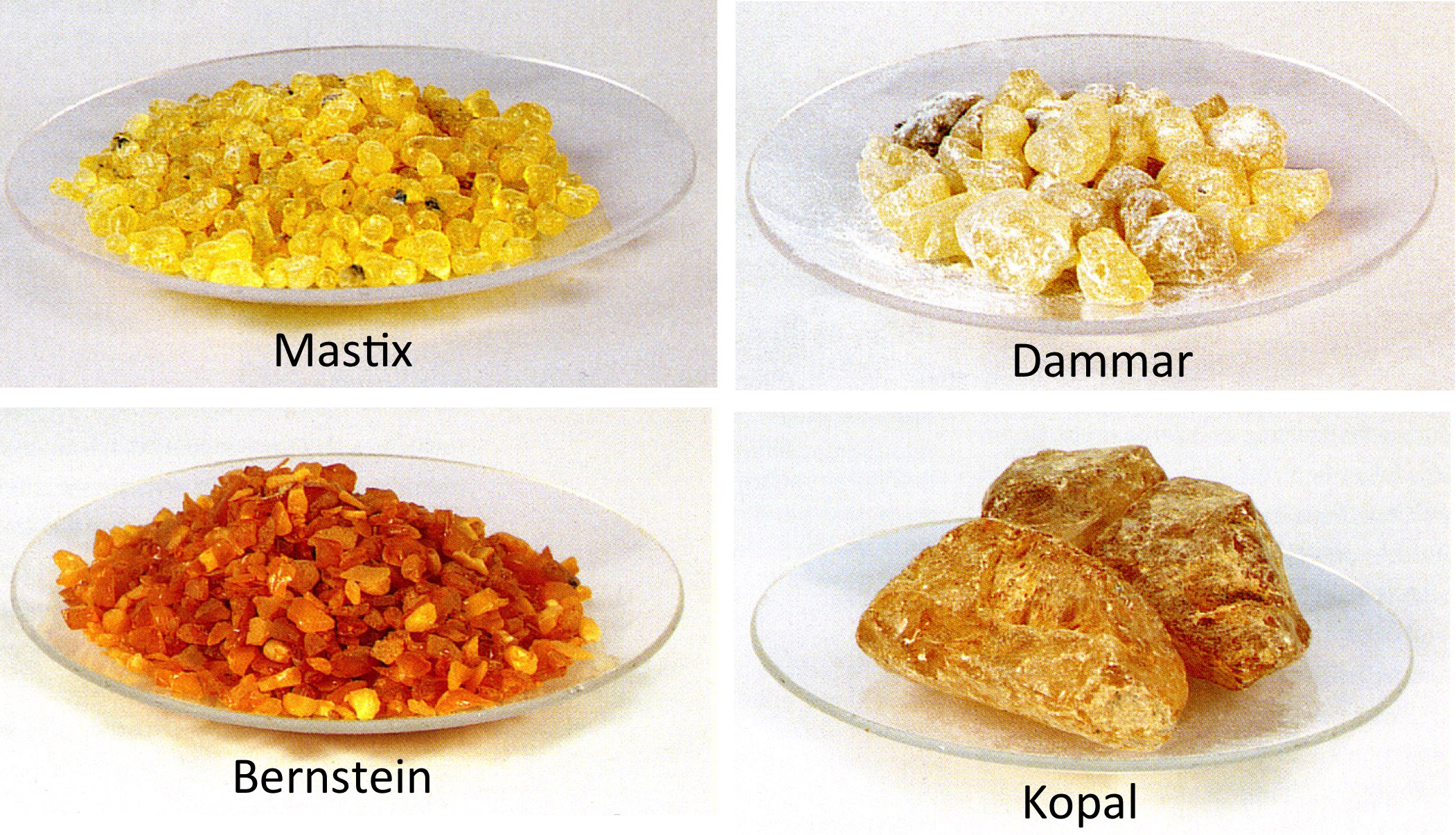
Naturharze, die in der europäischen Tafelmalerei verwendet wurden/werden.

Harze werden grundsätzlich in Naturharze (im oberdeutschen Sprachraum, zum Beispiel in Österreich, auch Pech genannt) und Kunstharze unterschieden.
Naturharze sind Gemische von festen, amorphen, nichtflüchtigen, lipophilen Pflanzenprodukten. Sie treten nach natürlichen oder künstlichen Verletzungen als zähflüssige Masse aus bestimmten Pflanzen, überwiegend Bäumen, aus. Dabei sind sie entweder in einem ätherischen Öl wie Terpentin gelöst – dann heißen sie Balsame oder Oleoresin. Oder die Harze treten als Emulsionen oder Suspensionen in wässrigen Schleimstofflösungen mit wenig ätherischem Öl aus der Pflanze aus – dann heißen sie nach Eintrocknen Gummiharz.
Wahrscheinlich dienen Harze den Pflanzen vor allem zum Verschließen von Verletzungen und zur Abwehr von Schadinsekten. Bei Balsamen härtet die zähflüssige Masse durch Verdunsten der ätherischen Öle, und zurück bleibt das mehr oder weniger harte, gelbliche bis bräunliche Harz. Reine Naturharze werden beim Erwärmen weich und schließlich flüssig. Sie lösen sich nahezu nicht in Wasser, aber in ätherischen oder fetten Ölen sowie in apolaren Lösungsmitteln. Im Gegensatz zu reinen Harzen haben Gummiharze mit den Schleimstoffen auch einen wasserlöslichen Anteil.
Historisch wurden Harze vielseitig verwendet, unter anderem in der Medizin, im Schiffbau und in der Malerei als Bindemittel und Firnis. Heute werden Naturharze, vor allem in der Industrie, weitestgehend durch Kunstharze ersetzt.
Kunstharze werden heute vorwiegend im industriellen, aber auch im künstlerischen sowie restauratorischen Bereich verwendet. In der Industrie dienen sie als reaktive Zwischenstufe zur Herstellung von duroplastischen Kunststoffen und sind Komponenten in Lacken und Klebstoffen. Sie sind weiche Feststoffe oder hochviskose Substanzen, die üblicherweise Prepolymere mit reaktiven funktionellen Gruppen enthalten. Entgegen den Empfehlungen der IUPAC werden in der Kunststoffindustrie gelegentlich auch vernetzte Kunststoffe (Duroplaste) als „Harze“ bezeichnet. In der Malerei werden sie als Bindemittel (Acrylfarbe) und als Abschlussfirnis, in der Restaurierung als Bindemittel für die Retusche und ebenfalls als Abschlussfirnis verwendet.
Umgangssprachlich spricht man auch vom Verharzen, wenn härtende Öle polymerisieren.

## Naturharz

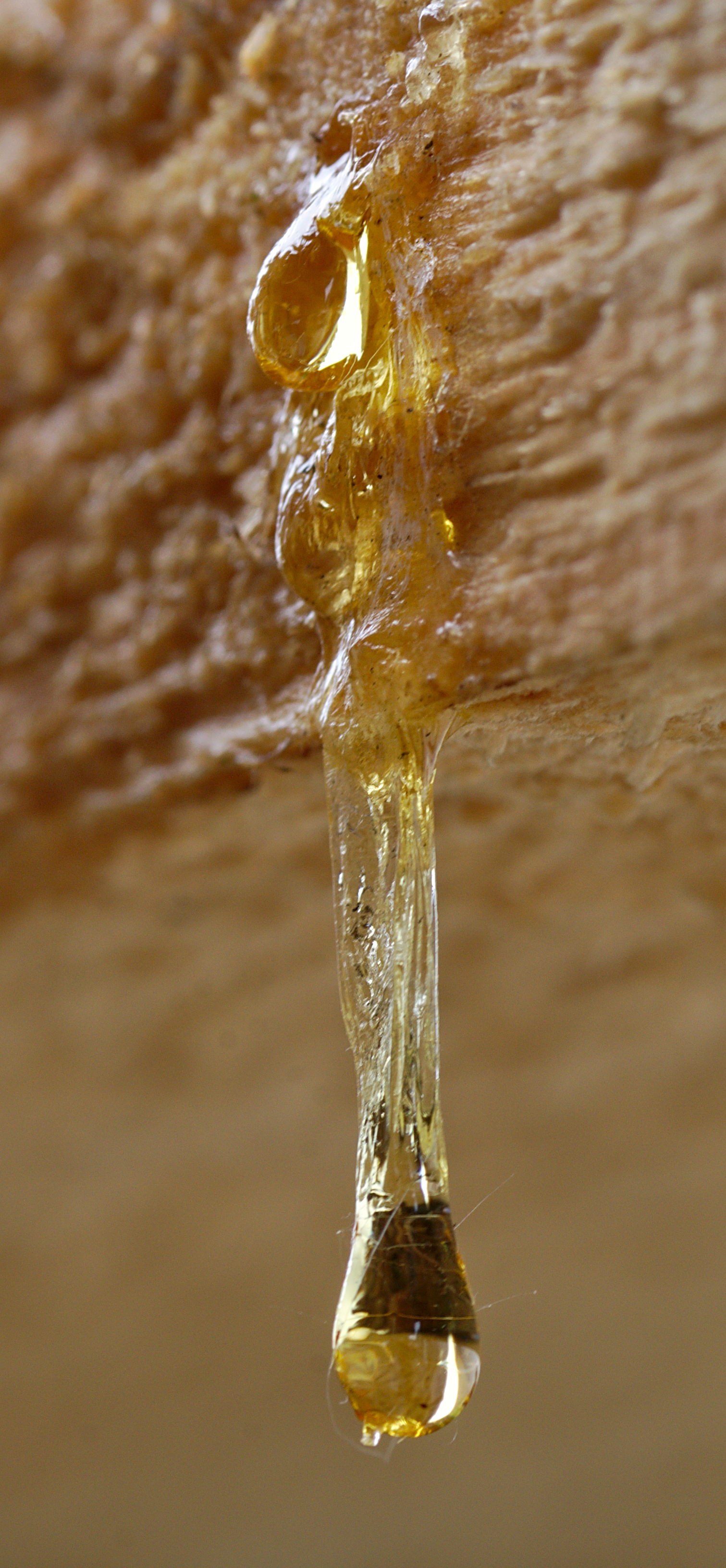
Harz, das aus Bauholz austritt. Ein Tropfen zieht einen Faden mit aushärtender faltiger Haut, oben folgt ein frischer, rundlich glänzender Tropfen nach.

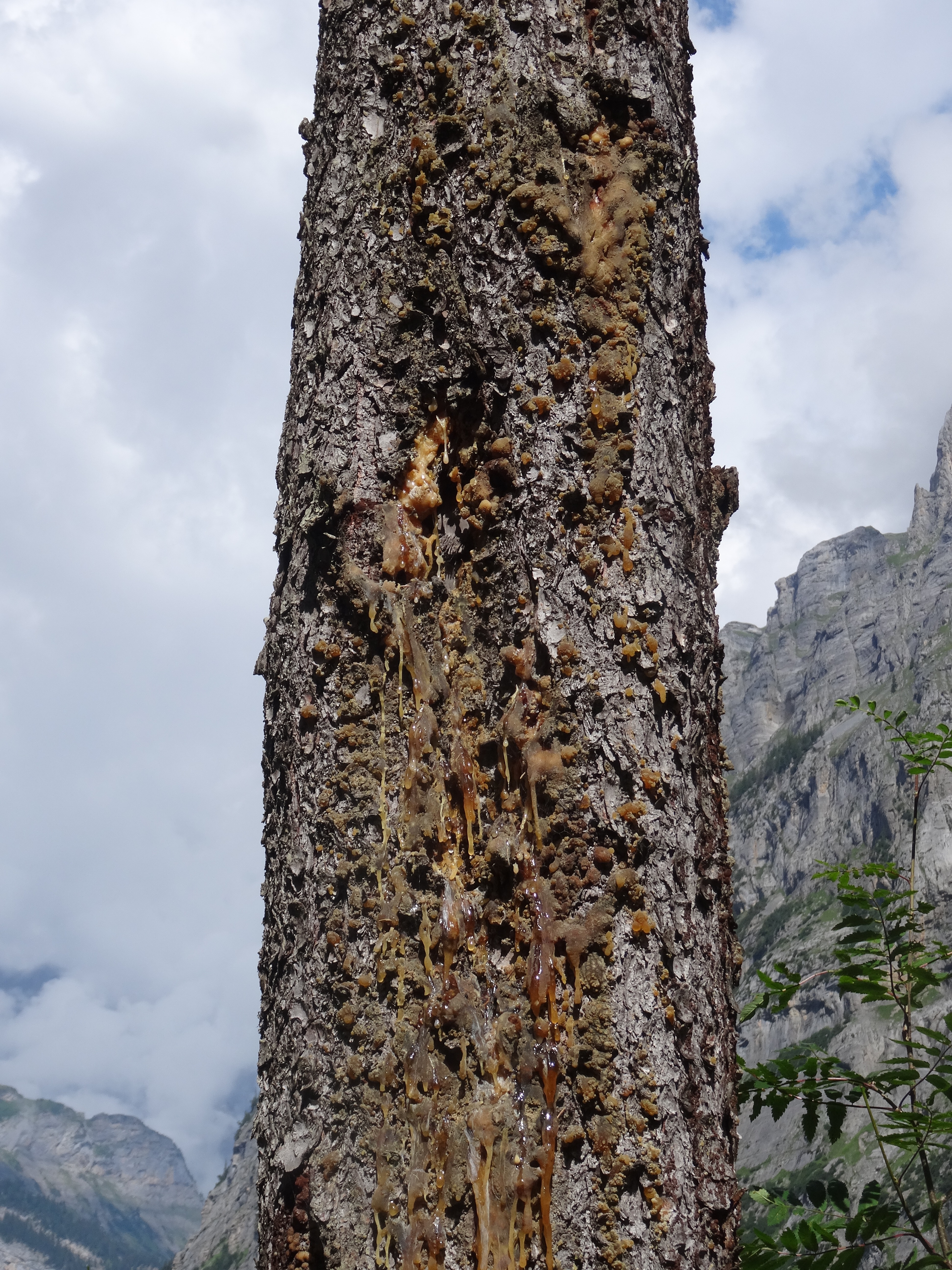
Am Stamm einer Rottanne austretendes Harz

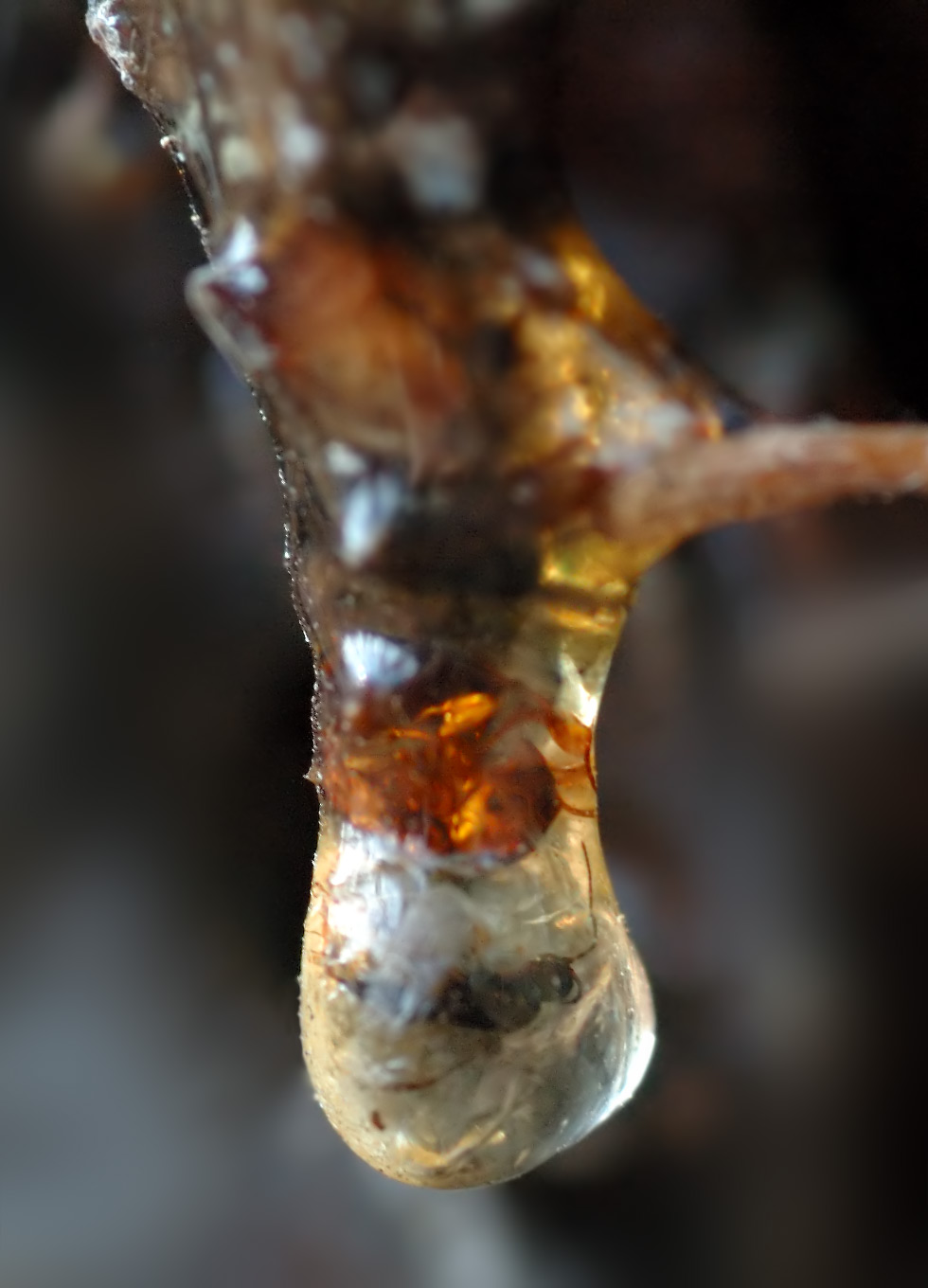
Baumharz mit eingeschlossenem Insekt

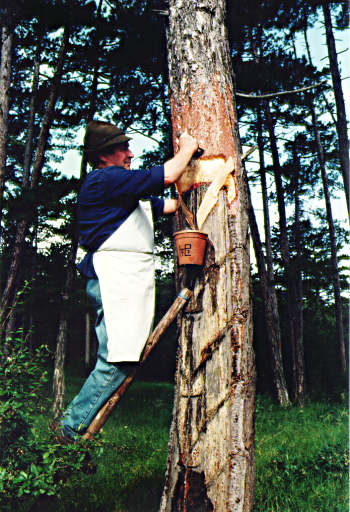
Gewinnung von Baumharz

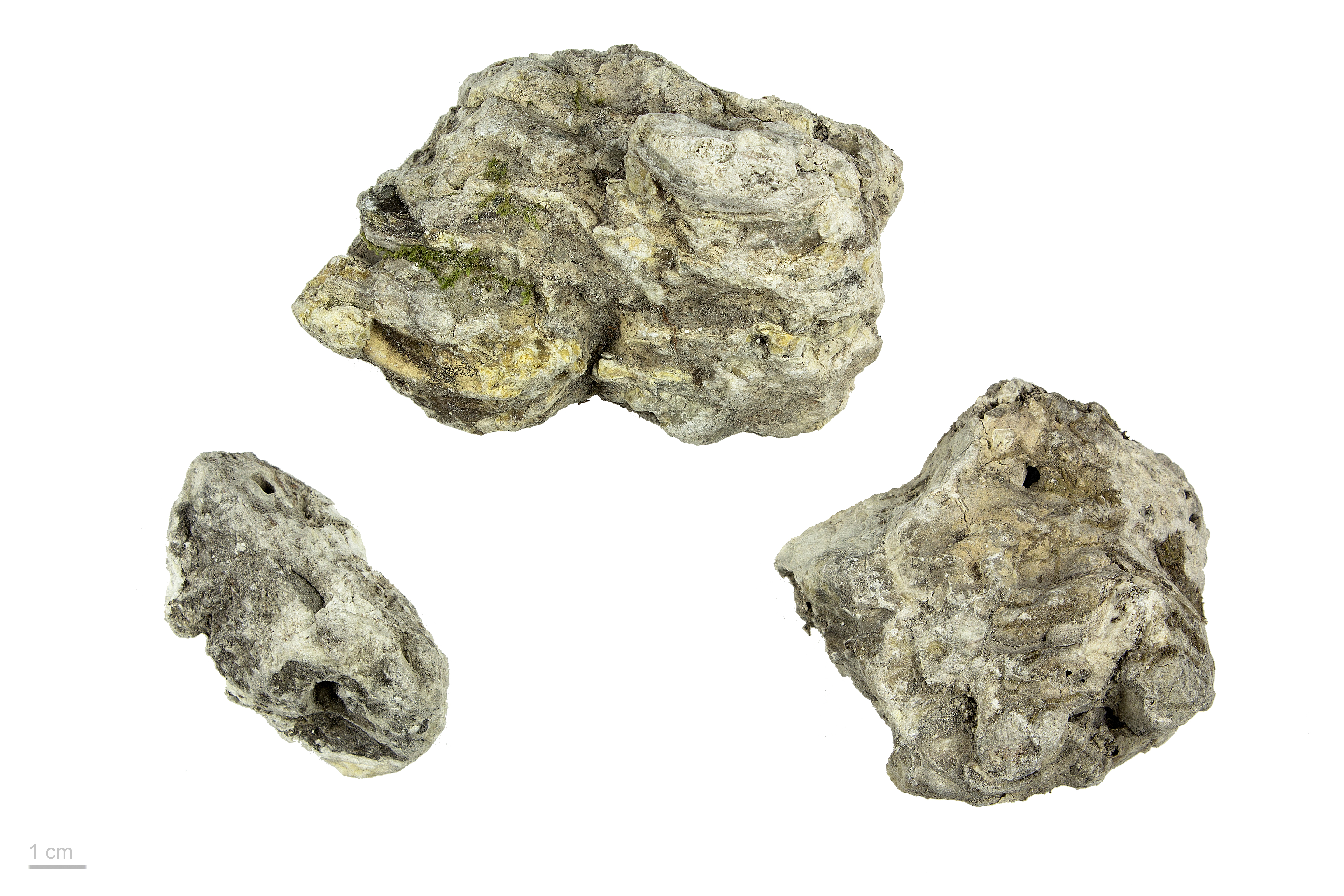
Harz von Protium Sp. aus der Gattung der Balsambaumgewächse

Naturharze sind eine Mischung verschiedener chemischer Substanzen. Die mengenmäßig vorherrschenden Verbindungen sind Harzsäuren, die zu den Carbonsäuren zählen. Frische Harze bestehen weiterhin zu einem nicht unwesentlichen Teil aus flüchtigen und aromatischen Verbindungen. Verdunsten diese, wird das verbleibende Material zäher und härter. Daneben führen Polymerisations-, Vernetzungs- und Oxidationsreaktionen zum Erstarren der Ausscheidung.
Das in den meisten Nutzungen vorherrschende Harz von Nadelbäumen, vor allem Kiefern, ist eine zähe, klebrige und stark riechende Flüssigkeit. Es ist in Öl leicht, in Alkohol gut und in Benzin teilweise löslich, Edelterpentine auch in Salmiakgeist.
Man unterscheidet rezente, rezentfossile bzw. halbfossile und fossile Harze. Während rezente Harze von noch heute existierenden Bäumen stammen (Terpentin, Balsame, Gummilack, Kolophonium, Weihrauch, Sandarak und Mastix), sind rezentfossile Harze aus früheren Vertretern von Baumarten entstanden, die teilweise aber auch heute noch existieren. Diese nennt man Kopale. Fossiles Harz wird als Bernstein bezeichnet. Die Ursprungsbäume sind meist nicht mehr feststellbar. Für Baltischen Bernstein nimmt man an, dass er von einer prähistorischen Koniferenart stammt. Fossile Harze sind in Alkohol schlecht löslich.
Pflanzliche Ausscheidungen ohne Harzfraktion setzen sich meist aus Polysacchariden zusammen und sind wasserlöslich. Sie zählen nicht zu den Naturharzen. Mischformen aus wasserlöslichen und harzhaltigen Komponenten stellen die Gummiharze dar.

### Bildung und Gewinnung
Baumharze sind sekundäre Stoffwechselprodukte der Pflanzen, die über Harzkanäle an die Pflanzenoberfläche geleitet werden (siehe auch Biosynthese von Terpenen). Im normalen Lebenszyklus bilden harzerzeugende Bäume „physiologisches Harz“. Nach Verletzungen steigt die gebildete Menge, das „pathologische Harz“ dient dem Wundverschluss.
Die systematische Gewinnung von Baumharz geschieht durch das Harzen. Dabei werden künstliche Verletzungen durch Anritzen der Rinde herbeigeführt und das austretende Harz in einem Behälter gesammelt. Verwendete Bäume sind unter anderem Kiefer, Lärche und der Sandarakbaum. Fossile Baumharze wie Bernstein werden durch Absuchen vorkommenreicher Flächen (z. B. Strände), durch Prospektion oder Bergbau gewonnen.

### Verarbeitung und Verwendung
Das wohl bekannteste natürliche Harzprodukt ist Kolophonium, das vorwiegend aus dem Harz von Kiefern (Pinus-Arten wie die Waldkiefer) und Fichten gewonnen wird und in vielen Produkten Verwendung findet, zum Beispiel als Klebstoff für Heftpflaster, in Kaugummi und zur Behandlung der Bogenhaare bei Streichinstrumenten. Kolophonium ist der feste Rückstand, der beim Erhitzen von Nadelbaumharz nach Abdestillieren des Terpentinöls anfällt. Mit Alkali verseiftes oder durch eine Diels-Alder-Reaktion mit Maleinsäureanhydrid modifiziertes Kolophonium wird in der Papierherstellung eingesetzt, um dieses zu hydrophobieren. Durch diesen Leimung genannten Prozess wird die Beschreibbarkeit und Bedruckbarkeit des Papiers verbessert.
In der europäischen Ölmalerei spielten Harze sowohl von Nadelbäumen (Terpentin) als auch die von Laubbäumen (Mastix, Dammar) eine große Rolle. Sie dienten seit dem 15. Jahrhundert in Kombination mit anderen Substanzen als Bindemittel der Farbpigmente. Die Qualität der Öl-Harz-Farben hatte mehrere Vorteile gegenüber den davor üblichen Malfarben, vor allem ermöglichte sie aufgrund besserer Mischbarkeit einen größeren Nuancenreichtum durch weichere Farbübergänge. Die Temperamalerei, deren Bindemittel Emulsionen sind, und die noch frühere Wachsmalerei wurden somit verdrängt. Außerdem werden Harze schon seit der Antike für die Herstellung von Lacken verwendet.
In Griechenland wird das Harz der Aleppo-Kiefer zum Wein gegeben, was diesem ein besonderes Aroma verleiht. Dieser Wein wird Retsina genannt. Einige tropische Harze wie Elemi und Copal sowie vor allem Myrrhe und Weihrauch werden bis heute als Räucherwerk verwendet.
Als Resine werden Extraktstoffe aus dehydrierten Naturharzen bezeichnet. Sie werden als Zwischenprodukte in der chemischen Industrie eingesetzt, zum Beispiel als Synthesekautschuk, für Schiffsfarben oder zur Pigmentherstellung. Seifen aus Resinen, ebenfalls zur industriellen Verwendung, heißen Dresinate. Resorcin, ein Destillat aus Naturharzen, wird als Haftvermittler im Reifenbau verwendet, daneben auch zur Herstellung von Farbstoffen, Kunststoffen, Klebstoffen und Flammschutzmitteln sowie in Pharmazeutika.
Verwendung
- Spirituslacke enthalten traditionell Bindemittel wie Kolophonium, Copal oder Schellack (bzw. heute auch Novolake, Alkydharze und Vinylpolymerisate) in flüchtigen organischen Lösungsmitteln wie Ethanol.
- als Flussmittel in Elektronikloten
- als Lampen- oder Kerzenbrennstoff[5]
- als Rauschmittel, zum Beispiel Weihrauch oder Haschisch, das Harz von der Hanfpflanze
- zur Verbesserung der Ballhandhabung z. B. im Handball#Spielball[6]

### Markt
Der jährliche Bedarf der chemischen Industrie in Deutschland an Naturharzen wird auf 31.000 t geschätzt (einschließlich Naturwachse). Jährlich importiert Deutschland 5.000 bis 16.000 t dehydrierte Naturharze. Die mengenmäßig vorherrschende Verwendung von Naturharzen ist die Herstellung von Farben, Lacken und Klebstoffen.

## Kunstharz
Kunstharze (auch synthetische Harze genannt) sind nach ISO 4618:2014 Beschichtungsstoffe – Begriffe durch Polymerisations-, Polyadditions- oder Polykondensationsreaktionen synthetisch hergestellte Harze. Nach den Konventionen der IUPAC sind sie weiche Feststoffe oder hochviskose Substanzen, die üblicherweise Prepolymere mit reaktiven funktionellen Gruppen enthalten. Synthetische Harze bestehen bei der Verarbeitung in der Regel aus zwei Hauptkomponenten. Die Vermischung beider Teile (Harz und Härter) ergibt eine reaktionsfähige Harzmasse. Bei der Härtung steigt die Viskosität an und nach abgeschlossener Härtung erhält man einen unschmelzbaren Kunststoff (Duroplast). Nach der IUPAC sollen die duroplastischen Produkte (engl.: thermosets) nicht als Harze bezeichnet werden.
Kunstharze können durch Naturstoffe, zum Beispiel pflanzliche oder tierische Öle beziehungsweise natürliche Harze, modifiziert sein, wie z. B. bei Alkydharzen. Als Kunstharze werden jedoch auch natürliche Harze bezeichnet, die durch Veresterung oder Verseifung modifiziert wurden. Im weiten Sinn und entgegen den Empfehlungen der IUPAC werden in der Industrie (besonders im englischen Sprachraum) alle Polymere, die die Basis für Kunststoffe, organische Beschichtungen oder Lackierungen u. ä. sind, als Harze bezeichnet. So wird ohne Notwendigkeit Polyethylen als Polyethylenharz bzw. im Englischen als polyethylene resin bezeichnet. ISO 472:2013 Kunststoffe – Begriffe schafft ein hoch inhomogenes, kaum nützliches Begriffsfeld. Das Wort Harz wird dort direkt oder indirekt mit dem Wort Kunststoff sowie die in einem Produktionsverfahren verwendete Formmasse oder allgemein mit Polymer gleichgesetzt.

### Eigenschaften und Verarbeitung
Synthetische Harze sind in der Regel flüssige oder feste amorphe Produkte ohne scharfen Siede- oder Schmelzpunkt. Für die technische Anwendung sind die Harze oft in Form einer Emulsion oder Suspension erhältlich bzw. werden in dieser Form hergestellt. Viele dieser Harze sind prinzipiell auch als echte Lösungen einsetzbar, da es sich jedoch bei den dafür meist notwendigen Lösungsmitteln um flüchtige organische Verbindungen handelt, wird dieser Anteil immer geringer. Bei klassischen Harzen, wie Phenolharzen, erfolgt die Härtung über eine Polykondensation; sie werden daher Kondensationsharze genannt und müssen unter hohem Druck verarbeitet werden. Wichtig für Industrie sind Harze, die ohne Abspaltung flüchtiger Komponenten zu Duroplasten aushärten. Diese Harze werden Reaktionsharze genannt. Ein Beispiel hierfür sind photoinitiiert härtende Acrylate, wobei eine radikalische Polymerisation durch UV- oder sichtbares Licht erfolgt. Epoxide härten hingegen über eine Polyaddition, ebenfalls ohne Abspaltung.
Als härtbare Formmassen bezeichnet man meist rieselfähige Massen, die in einem Warmformungsvorgang mit unmittelbar anschließender irreversibler Aushärtung bei erhöhter Temperatur zu Formteilen und Halbzeugen verarbeitet werden. Hierbei sind häufig hohe Drücke zur kompletten Füllung der Form notwendig. Die Verarbeitung von Kunstharz erfolgt häufig im Gussverfahren. Hierbei wird das Gießharz in eine wiederverwendbare oder eine verlorene Form gegossen.

### Geschichte
- 1902: Entwicklung des ersten technisch brauchbaren Kunstharzes (Carl Heinrich Meyer): Phenol-Formaldehydharz (Laccaïn), Ersatz für Schellack
- 1907: „Hitze und Druckpatent“ von Leo Hendrik Baekeland → Aushärtung von Phenolharzen: erste duroplastische Kunststoffe (Bakelit)
- 1910: Patent für Dr. Kurt Albert und Dr. Ludwig Berend für das erste öllösliche Lackkunstharz aus Phenolen und Formaldehyd („Albertole“), vgl. auch Autolack
- bis heute: Entstehung vieler Typen von Kunstharzen und Modifizierung der Eigenschaften

### Chemische Unterteilungen
- Phenolharze (Phenol-Formaldehyd-Harz, PF-Harz)
  - Herstellung: Polykondensation von Formaldehyd und Phenol
  - Verwendung: Gehäuse von elektrischen Geräten (zwischen den Weltkriegen); guter Isolator für elektrischen Strom; heute immer noch vielseitige Verwendung (Ionenaustauscher)
- Aminoplaste: Harnstoff-Formaldehyd (UF-Harz), Melamin-Formaldehyd-Harz (MF-Harz)
  - Herstellung: Polykondensation von Formaldehyd mit Harnstoff (engl. urea) bzw. Melamin
- Epoxidharze:
  - wichtigste Herstellung: Polyaddition und -kondensation von mehrwertigen Phenolen und Epichlorhydrin (mit Alkalilauge)
  - Verwendung als Gießharz; Verbundwerkstoff; Klebstoff
- Polyesterharz (UP-Harze)
  - Herstellung auf Basis von ungesättigten Polyestern (mit weiteren Kunststoffkomponenten, wie Styrol)
  - Härtung: Über Peroxid-induzierte radikalische Polymerisation
  - Verwendung: Lacke, Gießharze; Verstärkung der Festigkeit durch Glasfaserzusätze, Schlauchliningverfahren (Kanalsanierung)
- Polyesterharze (gesättigte Polyester)
  - Herstellung aus v.A. gesättigten Bausteinen mit Hydroxy/Carboxy-Überschuss
  - Verwendung: Lacke, flüssig oder pulverförmig
  - Härtung: Vernetzung mit Melaminen, Isocyanaten oder Epoxiden
- ABS-Harze
  - Mischung von Harz und Elastomer
  - Grundmonomere: Acrylnitril, 1,3-Butadien, Styrol
  - Wichtige Eigenschaften: Festigkeit, Schlagfestigkeit und Oberflächenhärte

Weitere Beispiele
- Polyacrylate
- Alkydharze
- Polyurethanharze
- Polyamidharz
- Vinylesterharz
- Furanharze

### Verwendung
Entsprechend der Vielzahl unterschiedlicher Harztypen existiert ein breites Anwendungsspektrum. Typisch sind Verwendungen für Leime, Klebstoffe, Lacke, aber auch zur Herstellung von Formteilen.
Harze werden unter anderem in folgenden Anwendungsbereichen verwendet:
- als Bestandteil von Gießharzen
- zur Herstellung von Klebstoffen
- zur Herstellung von Schaumstoffen
- als Imprägnierharze (zum Beispiel für Elektromotoren)
- zur Herstellung von Faser-Kunststoff-Verbunden (Glasfaserverstärkter Kunststoff GfK, Kohlenstofffaserverstärkter Kunststoff CFK …)
- zur Herstellung von Holzfaserwerkstoffen
- zum Umpressen von integrierten Schaltkreisen durch härtbare Formmassen
- in Lacken und Beschichtungen
- als Bestandteil von Polymerbeton
- zur Gebäude- und Fußbodenanhebung durch Injektion in den Baugrund, z. B. nach Setzungen
- zur Sicherung geologischer Strukturen durch Lackabzüge
- zur Herstellung von Zahnprothesen
- zur Herstellung von Injektionspräparaten